# Baby I’m Yours
«Baby I’m Yours» — песня, написанная Ваном МакКоем и ставшая хитом Барбары Льюис в 1965-м году.

## О песне

### Версия Барбары Льюис
Ван МакКой написал песню, работая штатным сотрудником на студии April-Blackwood Music, однако, первая запись песни была сделана Барбарой Льюис с Бертом Бернсом во время сессий в Нью-Йорке, МакКой и Кендра Спортсвуд были бэк-вокалистами. Сингл был выпущен в июле 1965-го и уже в августе достиг #11 в Billboard Hot 100 и #5 в R&B чартах.

### Европейские версии
Первая европейская версия песни была сделана летом 65-го на студии Эбби-Роуд, однако, оставалась неизданной до 1998-го. В октябре вышла версия поп-дуэта Peter & Gordon, ставшая крупным хитом в Великобритании. Несмотря на это, в дань уважения версии Барбары Льюис, они никогда не выпускали свою версию в США.
Позже песню перезаписывали Касс Эллиотт, Линда Льюис и Arctic Monkeys.

### Версия Шер
Шер записала кавер-версию песни в 1990-м для саундтрека Mermaids, её версия повторяла версию Льюис и была спродюсирована Питером Эшером, который в свою очередь записывал песню в составе Peter & Gordon. Версия Шер не звучала в фильме, однако, была выпущена первым синглом с саундтрека в Великобритании и Европе после того, как американский первый сингл «The Shoop Shoop Song (It's in His Kiss)» не оправдал ожиданий, не попав в топ-30 чарта Billboard Hot 100. «Baby I’m Yours» провалился в чартах, достигая лишь #89 в Великобритании. Лейбл, несмотря на это, решил продолжить промосаундтрека и был выпущен новый сингл «The Shoop Shoop Song (It's in His Kiss)» с «Baby I’m Yours» как би-сайдом. Второй сингл возглавил британский чарт и попал в топ-10 многих европейских стран. По совпадению, первую запись «The Shoop Shoop Song (It’s in His Kiss)» сделала Линда Льюисс, ранее записавшая кавер-версию «Baby I’m Yours».

## Список композиций
«Baby I’m Yours» European CD single
1. Baby I’m Yours
2. Hard Enough Getting Over You
3. Just Like Jesse James

«Baby I’m Yours» European 7" single
1. A: Baby I’m Yours
2. B: Hard Enough Getting Over You

## Чарты
| Барбара Льюис (1965)                      | Место |
| ----------------------------------------- | ----- |
| U.S. Billboard Hot 100                    | 11    |
| U.S. Billboard Hot Rhythm & Blues Singles | 5     |
| Peter & Gordon (1965)                     | Место |
| UK Singles Chart                          | 19    |
| Jody Miller (1971)                        | Место |
| U.S. Billboard Hot 100                    | 91    |
| U.S. Billboard Hot Country Singles        | 5     |
| U.S. Billboard Easy Listening             | 21    |
| Canadian RPM Country Tracks               | 8     |
| Canadian RPM Adult Contemporary Tracks    | 25    |
| Линда Льюис (1976)                        | Место |
| UK Singles Chart                          | 33    |
| Debby Boone (1978)                        | Место |
| U.S. Billboard Hot 100                    | 74    |
| U.S. Billboard Easy Listening             | 18    |
| U.S. Billboard Hot Country Singles        | 33    |
| Tanya Tucker (1983)                       | Место |
| U.S. Billboard Hot Country Singles        | 22    |
| Cher (1990)                               | Место |
| UK Singles Chart                          | 89    |